# Сдот-Миха (авиабаза)
Сдот-Миха (ивр. שדות מיכה‎, также Сдот-ха-Эле ивр. שדות האלה‎) (официальное название: 2-е крыло — ивр. כנף 2‎) — авиабаза ВВС Израиля, находящаяся на востоке Израиля в Иерусалимском округе. База расположена возле мошава Сдот-Миха, рядом с городом Бейт-Шемеш, и является самой засекреченной военной базой в Израиле. 

## История
Согласно неофициальным публикациям военный аналитиков, на авиабазе Сдот-Миха расположены три эскадрильи (150, 199 и 248) баллистических ракет «Иерихон». По сообщениям аналитиков на авиабазе размещены ракеты «Иерихон-2» и «Иерихон-3», способные нести ядерные боеголовки. По различным оценкам, на авиабазе расположено около 100 пусковых установок баллистических ракет.
Площадь авиабазы составляет около 16 квадратных километров.
По официальным данным Армии обороны Израиля авиабазой Сдот-Миха командует офицер в звании полковника (алуф-мишне).

## Базирующиеся подразделения
- 150-я эскадрилья ракет Иерихон
- 199-я эскадрилья ракет Иерихон
- 248-я эскадрилья ракет Иерихон